# Émile Dewoitine
Émile Dewoitine (Crépy-en-Laonnais, 26 de septiembre de 1892 - Toulouse, 5 de julio de 1979) fue un ingeniero e industrial francés, apodado «Mimile-bras-de-fer» por su tenacidad e intransigencia, que trabajó en la empresa francesa Aérospatiale, en las instalaciones de St-Eloi. Productor de una cincuentena de modelos, es considerado el padre de la industria aeronáutica tolosana.

## Biografía

### Primeras actividades y la Gran Guerra
Nacido en Crépy-en-Valois,en el norte de Francia, el 26 de septiembre de 1892, curso estudios de enseñanza secundaria en Reims y se formó como técnico en la École Breguet, especializándose en la rama “Electricidad”. Realizó su servicio militar en 1911 recibiendo su bautismo como piloto en febrero de ese año, primero en Satory en el arma de ingenieros y después, como mecánico, en la Escuela Bleriot de Etampes. Intervino en algunos de los primeros grandes vuelos de la aviación militar francesa, sobre biplanos "Farman" en Argelia y Túnez, antes de ser licenciado y reincorporarse a la vida civil en febrero de 1914. 
Al estallar la Primera Guerra Mundial, en agosto de 1914, Émile Dewoitine fue movilizado y destinado, a comienzos de 1915, al cuerpo expedicionario francés en el Frente ruso-rumano, donde su experiencia como mecánico de aviación hizo que se le encargase dirigir las plantas en Odesa de la empresa Anatra (de Artur Antonovich Anatra) donde trabajó en el montaje de los bombarderos "Voisin". Poco después se le encargó el montaje de una fábrica en Simferopol para construir en ella, bajo licencia, otros aviones militares (Farman, Morane-Saulnier, Nieuport). La Revolución rusa de 1917 hizo que fuese trasladado a Francia, donde fue puesto a disposición de la firma de la SFA (Service des fabrications de l'aéronautique) Latécoère, en Tolosa, donde, partiendo de cero, organizó la producción en serie de biplazas de reconocimiento Salmson 2A2 y de otras series menores de Breguet XIV fabricándose en dicha planta más de seiscientos aparatos hasta diciembre de 1918 en que finalizó la producción. Dewoitine fue desmovilizado en 1919 y dejó Latécoère en 1920.

### Actividades industriales en el período de entreguerras
Defensor a ultranza de la construcción enteramente metálica y no hallando en Latécoère el suficiente respaldo para iniciar ese tipo de construcciones aeronáuticas, dejó la firma, y en octubre de 1920, funda su propia compañía, Société Anonyme des Avions Dewoitine (SAD) en Toulouse. Su primer diseño fue el avión militar caza monoplaza D1 Dewoitine D.1 siguiendo las especificaciones publicadas por la Dirección Nacional de Aeronáutica y que resultó un éxito siéndole engargados treinta aparatos para la Armada Francesa y siendo exportado a numerosos países. Aceptadas las especificaciones técnicas, se le encargaron dos prototipos del D1 para 1921 haciendo su primer vuelo en noviembre de 1922. Tripulando uno de estos aparatos, el piloto Marcel Doret batió tres marcas mundiales de vuelo en 1924. Otros monoplazas como el Dewoitine D.9 y el Dewoitine D.21 también tuvieron un gran éxito de ventas y algunos fueron construidos bajo licencia por países como Bélgica, Italia, Yugoslavia y Suiza donde se aceptó para servicio operacional su monoplaza de caza Dewoitine D.27, al igual que otros modelos anteriores.
Dewoitine trabajó en otros proyectos para la fabricación de aviones de bombardeo y de transporte de pasajeros pero se inclinará por proyectos para el vuelo sin motor y así, en mayo de 1922, ideó el P1, planeador de fuselaje parcialmente flexible que junto con el prototipo que le siguió, el P2 demostró tener muy buenas aptitudes. El P3 que los secundo fue ideado por Dewoitine en colaboración con Robert Castello. Aunque no se homologase, la marca obtenida por uno de estos planeadores el 31 de enero de 1925 manteniéndose en el aire durante 8 h y 36 minutos demostró claramente sus excelentes condiciones.
Debido a una serie de condicionantes que determinaron el desinterés en lo sencargos, Émile Dewoitine interrumpió la fabricación de aviones en Francia en enero de 1927, la compañía fue liquidada traspasándose el último desarrollo, el proyecto del caza monoplaza en parasol Dewoitine D.27 a los talleres de la Eidgenösschische Konstruktionswerkstätten EKW (Fábrica Federal de Aviones) en Thun, Suiza.
La empresa fue restablecida en París en marzo del año siguiente como Société Aéronautique Française (Avions Dewoitine) o SAF. Después de continuar brevemente con la producción del D.27, la empresa produjo una gama de cazas que se convirtieron en uno de los pilares de la fuerza aérea francesa durante la década de 1930, esto es, la Serie D.500. El Dewoitine D.500, fue el primer caza monoplano construido totalmente en metal del Ejército del Aire Francés. 
También desarrolló importantes aviones civiles, como el trimotor Dewoitine D.332 y sus derivados, los S.333 y D.338, diseñados para las rutas a África Occidental Francesa y la Indochina francesa y el Dewoitine D.33 un gran monoplano construido para la obtención de récords. En 1936, se nacionalizó parte de la industria de aviación francesa y las fábricas de Dewoitine fueron absorbidas por la efímera SNCAM. Durante la Batalla de Francia en 1940, el Dewoitine D.520 demostró ser el mejor caza francés.

### Segunda Guerra Mundial
En 1940, Dewoitine viajó a Estados Unidos, donde propuso a Henry Ford y al General Arnold organizar en dicho país la construcción en grandes números del Dewoitine D.520 y sus derivados. La caída de Francia y la firma del subsiguiente armisticio con Alemania puso fin a estas gestiones.
En 1941, y en una Francia parcialmente ocupada por los alemanes, el gobierno de Vichy reorganizó la industria aeronáutica fusionando seis de las Sociedades Nacionales, entre las que se encontraba la SNCAM, antigua Dewoitine (organizada en dos grandes complejos), la Société Nationale de Constructions Aéronautiques du SudEst (SNCASE), centrada en torno a Toulouse y Marsella), y la Société Nationale de Constructions Aéronautiques du SudOuest (SNCASO), centrada en torno a Burdeos.
Sus discrepancias con la política industrial del gobierno de Vichy hicieron que Émile Dewoitine abandonase la SNCASE y se trasladase a París, en la Zona Ocupada por el ejército alemán, donde fue encargado de poner en marcha y organizar la producción de la Société Industrielle Pour lʼAviation (SIPA), una nueva empresa dedicada a la producción bajo licencia de aviones de entrenamiento y enlace para la Luftwaffe alemana. 

### Exilio en la posguerra
Con cargos de colaboración tras la Liberación de Francia, Dewoitine fue a España, donde desarrolló un derivado del D.520 con Hispano Aviación. Después, se trasladó a Argentina donde en 1946 fue contratado y trabajó para la Fábrica Militar de Aviones en Córdoba, desarrollando junto a un equipo de ingenieros y diseñadores argentinos el Pulqui I, el primer avión propulsado por un reactor fabricado en Sudamérica. 
En Francia, Dewoitine fue condenado (in absentia) a 20 años de trabajos forzados Al final de su carrera, residió en Suiza y, una vez que sus crímenes prescribieron, regresó a Francia donde vivió hasta su fallecimiento en Toulouse